# Иддхипада
Иддхипада (пали Ṛddhipāda, санскр. ऋद्धिपाद ') — в буддизме этим термином обозначают основные методы овладения сверхъестественными духовными силами. Обычно переводится как «основы могущества» или «основы духовной силы». В буддийском стремлении к просветлению и освобождению эти силы, иддхи, вторичны по отношению к иддхипаде — четырём «базовым» качествам ума, которые позволяют их обрести. Этими качествами являются концентрация на намерении; концентрация на усилии; концентрация на сознании; и концентрация на исследовании. Эти четыре основных качества ума используются для развития благотворных и избавления от неблаготворных состояний ума.
В традиционной буддийской литературе иддхипаду относят к пути развития благих качеств, это один из 7 наборов качеств, способствующих просветлению (бодхипакхиядхамма).

## Канонический анализ
В Палийском каноне основным источником информации об иддхипаде является глава 51 Саньютта Никаи, Иддхипада Саньютта, которая посвящена основам сверхъестественных сил.

### Четыре компонента
В Вираддха-сутте СН 51.2 говорится, что практика четырёх основ сверхъестественных сил соответствует практике благородного пути, ведущего к полному уничтожению страданий. Основой таких сил является сосредоточение (самадхи), обусловленное:
- намерением или целью, или желанием, или рвением (чанда);
- усилием или энергией или волей (вирия);
- сознанием или умом или мыслями (читта);
- исследованием или различением (виманса).

### Необходимые условия: концентрация и устремление
В большинстве канонических сутт развитие этих четырёх основ связано с «формирователями старания» (padhāna-saṅkhāra). Например, в Чандасамадхи сутте СН 51.13) говорится:
Монахи, если монах обретает сосредоточение, обретает однонаправленность ума, основанную на желании, то это называется сосредоточением из-за желания. Он порождает желание к не-возникновению невозникших плохих, неблагих состояний [ума]. Он прилагает усилие, порождает усердие, направляет на это ум, старается.
Он порождает желание к отбрасыванию возникших плохих, неблагих состояний... к возникновению невозникших благих состояний... к поддержанию возникших благих состояний, к их не-угасанию, увеличению, разрастанию, осуществлению посредством развития. Он прилагает усилие, порождает усердие, направляет на это ум, старается.
Это называется формирователями старания. Так, это желание, это сосредоточение из-за желания, и эти формирователи старания: всё это называется основой сверхъестественной силы, которая наделена сосредоточением из-за желания и формирователей старания.
В этой сутте аналогичным образом проанализированы и описаны и остальные основы сил.

### Связанные сверхъестественные силы
Что касается сверхъестественных духовных сил, обусловленных развитием этих основ, в Пубба сутте СН 51.11 перечислены следующие виды:
1. Будучи одним, он [монах] становится многими; будучи многим, он становится одним.
2. Он появляется. Он исчезает.
3. Он беспрепятственно проходит сквозь стены, бастионы, горы, как если бы шёл сквозь пустое пространство.
4. Он ныряет и выныривает из земли, как если бы она была водой.
5. Он ходит по воде и не тонет, как если бы вода была сушей.
6. Сидя со скрещенными ногами, он летит по воздуху, как крылатая птица.
7. Своей рукой он касается и ударяет даже солнце и луну, настолько он силён и могущественен.
8. Он так влияет на тело, что достигает даже миров Брахмы.
9. Он слышит за счёт божественного уха.
10. Он знает умы других существ, других личностей, направив на них свой собственный ум.
11. Он вспоминает многочисленные прошлые обители: одну жизнь, две жизни и т. д.
12. Он видит за счёт божественного глаза, смерть и перерождение существ, различает их в соответствии с их каммой.